# Fagraea spicata
Fagraea spicata är en gentianaväxtart som beskrevs av John Gilbert Baker. Fagraea spicata ingår i släktet Fagraea och familjen gentianaväxter. Inga underarter finns listade i Catalogue of Life.